# デイヴィッド・トッド (政治家)
デイヴィッド・トッド（David Tod, 1805年2月21日 - 1868年11月13日）は、アメリカ合衆国の政治家。第25代オハイオ州知事を務め、南北戦争では強いリーダーシップを発揮した。

## 生い立ちと初期の経歴
1805年2月21日、トッドはオハイオ州ヤングスタウンにおいて誕生した。トッドはジオーガ郡のバートン・アカデミーで教育を受け、続いてウォレンで法律を学んだ、トッドはウォレンで郵便局長を経た後、1827年にオハイオ州で弁護士として認可を受けた。トッドはマホーニングバレーで主に石炭産業や鉄鋼業の案件を扱い、財産を築いた。トッドはクリーヴランド・アンド・マホーニング鉄道の社長となり、知名度を上げた。

## オハイオ州知事
トッドは1843年と1845年に民主党候補としてオハイオ州知事選挙に立候補したが、ともに敗北した。トッドは選挙運動において、国法銀行の制度を強く否定する主張を行った。1847年、トッドはジェームズ・ポーク大統領から駐ブラジル公使に指名され、1851年までリオデジャネイロに駐在した。
かつては民主党の強い支持者であったが、南北戦争が開戦すると、共和党とオハイオ州の戦争派民主党員を軸とする親北同盟に加わった。トッドは1861年の州知事選挙で勝利を収め、知事職を1862年から1864年まで1期2年務めた。
州知事としてトッドは、兵士を募集して州の軍隊を整備しなければならないという難題に直面した。トッドはこれを推し進めたが、州民の反感を買い、「兵士の友」というあだ名をつけられた。トッドはこれに対して、連邦政府による徴兵であったと主張した。トッドは陸軍長官エドウィン・スタントンに対して、次のような手紙を宛てた。
我がオハイオ州としては、――（中略）――、いかなる要請にも応えていきたい。だがこれ以上の増員は、到底不可能である。

## 南北戦争

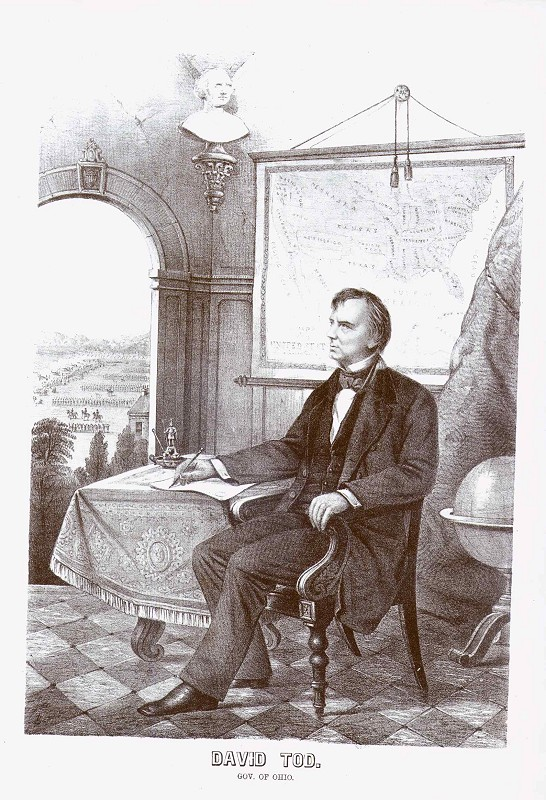
州知事時代のトッド

トッドは南北戦争中、州の治安維持に尽力した。1863年7月12日から7月26日にかけて南軍の准将ジョン・ハント・モーガンが騎兵隊を率いて侵攻してきた際は、市民軍を急遽召集し、対応に当たらせた。またトッドは、南軍の侵攻により破壊・没収された州民の財産を補償するための手配を整えた。歴史家リチャード・アボットは州知事としてのトッドについて、「頑固な民主党員、粗暴な新聞記者、未熟な暴徒、珍妙な秘密結社を相手に戦っていた」と述べた。
戦時中、民主党員エドソン・オールズはトッドを誘拐容疑で訴追し、トッドは拘束を受けた。だがオハイオ州最高裁判所は直ちに人身保護令状を発行し、トッドは救済された。トッドは連邦政府軍に対して、エドソン・オールズやクレメント・ヴァランディガムら、コッパーヘッドの指導者を逮捕するよう持ちかけた。1862年、トッドはペンシルベニア州アルトゥーナで開催された戦争知事会議に出席した。トッドはエイブラハム・リンカーン大統領の奴隷解放宣言や、戦争に対する合衆国の取り組みを支持した。
トッドは1863年の州知事選挙において、親北同盟からの再指名を受けることができなかった。トッドと指名を争った戦争派民主党員ジョン・ブラフは反奴隷の色を強く打ち出し、州民からの評判も高かった。そのためトッドは、1863年の州知事選挙には出馬せず、1期2年の任期を満了した。その後、リンカーン大統領は、トッドに対して財務長官のポストを提示した。リンカーン大統領は側近に対して「彼（トッド）は友人だ。彼の頭の中は、知識で満ち溢れている……彼はよい知事生活を送り、恵まれた幸運を備えていた」と述べた。だがトッドは、自身はもはや急進派の共和党員などではないと考え、また体も大きく衰えてきたことを理由とし、就任要請を辞退した。そして1868年11月13日、トッドは妻と7人の子供を残し、卒中により63歳で死去した。

## 評価
オハイオ州の歴史家デルマー・トレスターは、トッドについて次のように述べている。
彼の政治生活は、熱情的な愛国心、職務への献身的愛情、高い行政的手腕、そして不撓不屈のエネルギーが特徴的であった。オハイオ州にとっての幸運は、戦争知事の中に、デイヴィッド・トッドがいたことである。